# Noah Clowney
Noah Clowney, född 14 juli 2004 i Spartanburg i South Carolina, är en amerikansk professionell basketspelare (PF) som spelar för Brooklyn Nets i National Basketball Association (NBA).
Han draftades av Brooklyn Nets i första rundan i 2023 års draft som 21:a spelare totalt.
Innan Clowney blev proffs studerade han på University of Alabama och spelade för deras idrottsförening Alabama Crimson Tide.